# 潛夫論
《潛夫論》是漢代哲學家王符的一部政治哲學著作，十卷三十六篇。主要包括對當代社會的批判，特別是對妃嬪勢力和地域主義發展的批判。